# Saint-Agnin-sur-Bion
Saint-Agnin-sur-Bion é uma comuna francesa na região administrativa de Auvérnia-Ródano-Alpes, no departamento de Isère. Estende-se por uma área de 9,7 km². Em 2010 a comuna tinha 1 098 habitantes (densidade: 113,2 hab./km²).